# Mohsen El Gharbi
Pour les articles homonymes, voir Gharbi.
Mohsen El Gharbi, né le 12 décembre 1971 à Anvers, est un acteur et auteur dramatique, d'origine belge et tunisienne, d'expression française.
Il nait de mère belge flamande et de père tunisien. À Bruxelles, il suit, de 1994 à 1996, les cours de l’École de théâtre Lassaad  (pédagogie de Jacques Lecoq). Durant la saison 1996-1997, il monte un numéro clownesque Happy Birthday Mrs Wilson avec Joris Lehr. Durant l’année 1998-1999, il écrit Arlequin et Tyrano, pièce mise en scène par Yves Dagenais. En 1999-2000, il rejoint la compagnie Pol Pelletier ; cette expérience a fait l’objet d’un documentaire Carnet de bord à la Casa Loma (Ex-Centris, Télé-Québec).  Après cette expérience en groupe, il part en Tunisie à la rencontre de son arrière-grand-mère de 100 ans ! Ému, il crée à Bruxelles après un an d’improvisation, son premier monologue, Omi Mouna, mis en scène par Bart de Wildeman. La pièce est jouée en Belgique en 2000 et 2001. En 2002, il crée un deuxième volet, Il était une fois... Omi Mouna. Cette pièce tragi-comique est également présentée au Québec jusqu’en 2005 (Maison de la culture de Frontenac, Gésu). En parallèle, il monte Haut les mains !, sketch comique qu’il joue en tournée en Flandre et à Montréal.
Mohsen El Gharbi a joué dans plusieurs séries télévisées québécoises, tenant des premiers rôles dans Mon meilleur ennemi, Watatatow et 450, chemin du Golf. En novembre 2006, il crée Juste pour mourir au Festival du Monde Arabe de Montréal, présenté en première à la Cinquième salle de la Place des Arts.
Son cinquième texte dramatique, Le Dernier Rôle, créé en 2014, est sa troisième mise en scène.
Il réalise son premier court-métrage en 2016, Le Secret d’Omi Mouna, documentaire qui a été présenté dans plusieurs festivals, dont le 32e festival international de cinéma Vues d'Afrique, 2016 (Montréal), au 27e festival Les Journées cinématographiques de Carthage, 2016 (Tunis), au 20e MedFilm Fest Festival, 2016 (Rome), au 36e Festival international du film d'Amiens, 2016 (Amiens) et au 35e Rendez-vous du cinéma québécois, 2017 (Montréal).
Dans la foulée, en 2017, il recrée à partir de ses deux premiers monologues et du film, Omi Mouna (ou ma rencontre fantastique avec mon arrière-grand-mère).

## Théâtre

### Auteur
- 2017 : Omi Mouna (ou ma rencontre fantastique avec mon arrière-grand-mère)
- 2016 : L'Humiliation
- 2014 : Le Dernier Rôle
- 2006 : Juste pour mourir, monologue d’un kamikaze raté !
- 2002 : Il était une fois... Omi Mouna (II)
- 2000 : Omi Mouna I
- 1999 : Arlequin et Tyrano

### Comédien
- 2021 : Omi Mouna: Or, My Fantastic Encounter with My Great Grandmother de et par Mohsen El Gharbi
- 2021 : Alep. Portrait d’une absence, mise en scène Mohammad Al Attar et Omar Abusaada, Festival TransAmérique
- 2019 : Migraaaants, de Matei Vișniec mise en scène Margarita Herrera, Théâtre Ludotek Art, Théâtre Prospero
- 2019 : Le meilleur des mondes, de Guillaume Corbeil, d’après l’œuvre d’Aldous Huxley, mise en scène Frédéric Blanchette, Théâtre Denise-Pelletier
- 2018 : L’orangeraie de Larry Tremblay mise en scène Claude Poissant, Théâtre Denise-Pelletier
- 2018 : Là ou le sang se mêle de Kevin Loring, mise en scène Charles Bender, Menuentakuan, Théâtre Denise-Pelletier, salle Fred-Barry
- 2017 : Omi Mouna (ou ma rencontre fantastique avec mon arrière-grand-mère) de et par Mohsen El Gharbi
- 2017 : Mr. Goldberg Goes To Tel Aviv mise en scène Guy Spring, InfiniTheatre
- 2016 : L'Humiliation de et par Mohsen El Gharbi, Théâtre le MAI
- 2015 : Les Trois Mousquetaires, plomberie de Marc-André Charon, mise en scène Marc-André Charon, Satellite Théâtre
- 2014 : L'Énigme de Camus - Une passion algérienne mise en scène Jean-Marie Papapietro, Théâtre de la fortune, Théâtre Denise-Pelletier, salle Fred-Barry
- 2014-2015 : Trois, mise en scène Mani Soleymanlou, Orange Noyée, Centre du Théâtre d'aujourd'hui, Festival TransAmérique
- 2014 : Le Dernier Rôle de et par Mohsen El Gharbi, Théâtre le MAI
- 2012 : The Poster de Philippe Ducros, mise en scène Arianna Bardesono, Teesri Duniya Theatre
- 2006-2008 : Juste pour mourir, monologue d’un kamikaze raté !  de et par Mohsen El Gharbi, 5e salle de la place des arts
- 2002-2005 : Il était une fois... Omi Mouna (II) de et par Mohsen El Gharbi
- 2002-2003 : Hoop en Glorie  de Rudi Meulemans, mise en scène Rudi Meulemans, Compagnie De Parade
- 2000-2001 : Omi Mouna (I)  de et par Mohsen El Gharbi
- 1999 : Arlequin et Tyrano de Mohsen El Gharbi, mise en scène Yves Dagenais

## Cinéma

### Réalisateur et scénariste
- 2016 : Le Secret d'Omi Mouna

### Comédien
- 2017 : Après coup de Noël Mitrani : le psychologue
- 2015 : Là où Atilla passe… d'Onur Karaman : Gengis
- 2015 : Montréal la blanche de Bachir Bensaddek : l’homme aux longs cils
- 2013 : Pawn Sacrifice d'Edward Zwick : le reporter néerlandais
- 2013 : Des haut et débats de Wary Nichen : Antan
- 2013 : La jeune fille à la perle de Lylia Bahri : Jan
- 2011 : Boucherie Halal de Babek Aliassa : un musulman
- 2010 : L'Affaire Kate Logan de Noël Mitrani : co-worker
- 2010 : Incendie de Denis Villeneuve : un universitaire
- 2009 : La neige cache l’ombre des figuiers de Samer Najari : Salim
- 2007 : 450, chemin du Golf de François Jobin et Stephan Joly : Baptiste
- 2006 : Taxi 22 de Patrick Huard : un client
- 2005 : Dossiers mystères d'Éric Tessier : docteur
- 2005 : Cover girl II de Louis Choquette : policier
- 2004 : Watatatow de Berthiaume, Taardy, Lahaie : Iman
- 2004 : L'Auberge du chien noir de Christian Martineau
- 2002 : Casa-loma, carnet de bord de Carlos Ferrand
- 2001 : Mon meilleur ennemi de Celine Hallée : Karim Mehdi
- 1999 : All a roundollar de Saïd Naciri : le poète